# Cecil Andrus
Cecil Dale Andrus (ur. 25 sierpnia 1931 w Hood River, zm. 24 sierpnia 2017 w Boise) – amerykański polityk związany z Partią Demokratyczną. 26 i 28 gubernator Idaho w latach 1971–1977 oraz 1987–1995, w latach 1977–1981 Sekretarz Departamentu Zasobów Wewnętrznych Stanów Zjednoczonych w gabinecie prezydenta Jimmy'ego Cartera.

## Życiorys
Andrus urodził się 25 sierpnia 1931 w Hood River w Oregonie. Był jednym z trójki dzieci Hala Stephena i Dorothy May (Johnson) Andrus, starszy brat nazywał się Steve a młodsza siostra Margaret. Rodzina później mieszkała niedaleko Junction City, na farmie bez elektryczności.
Ukończył studia inżynierskie na Uniwersytecie Stanu Oregon. Służył w marynarce podczas wojny koreańskiej.
Andrus przegrał swoje pierwsze wybory na gubernatora Idaho w 1966, ale wygrał potem jeszcze czterokrotnie (1970, 1974, 1986, 1990).
Andrus zmarł 24 sierpnia 2017 w Boise w wyniku powikłań po raku płuc.